# Annett Böhm
Annett Böhm (Meerane, 8 de agosto de 1980) é uma judoca alemã.
Foi medalhista de bronze nos Jogos Olímpicos de 2004 em Atenas e no Campeonato Mundial de Judô de 2003 em Osaka.

## Fotos

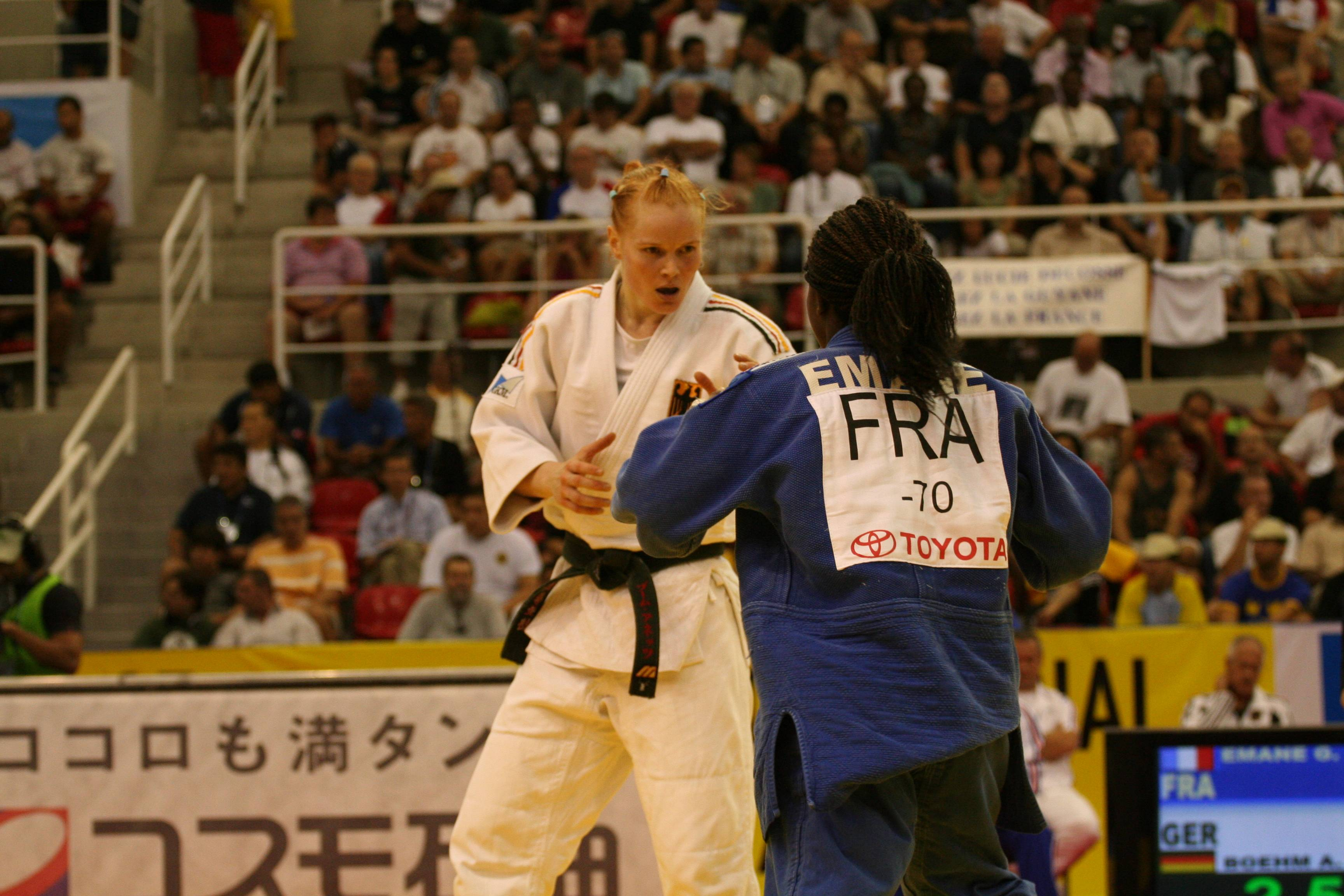
Böhm vs. Gévrise Emane (FRA)
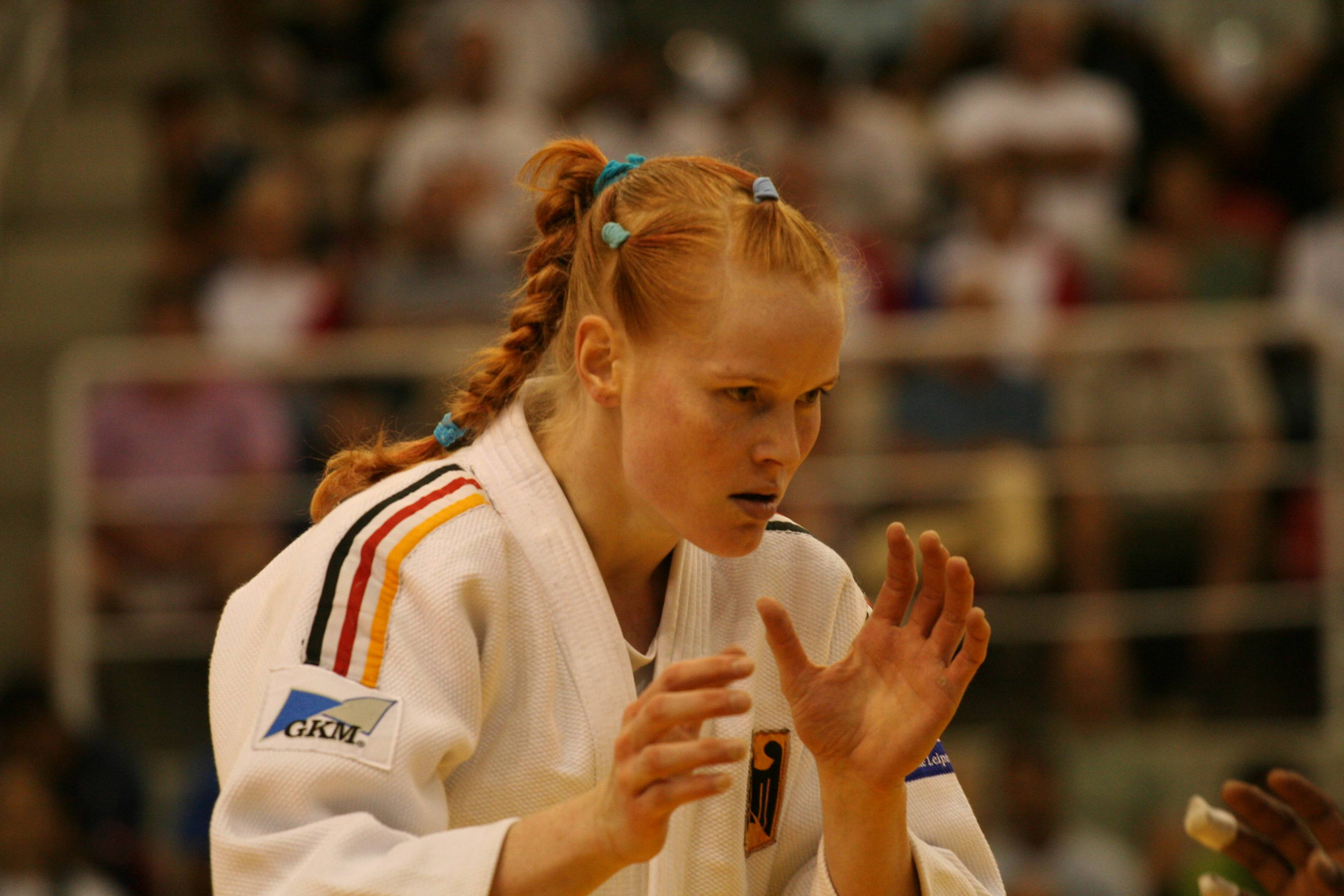
Böhm - Campeonato Mundial de Judô de 2007
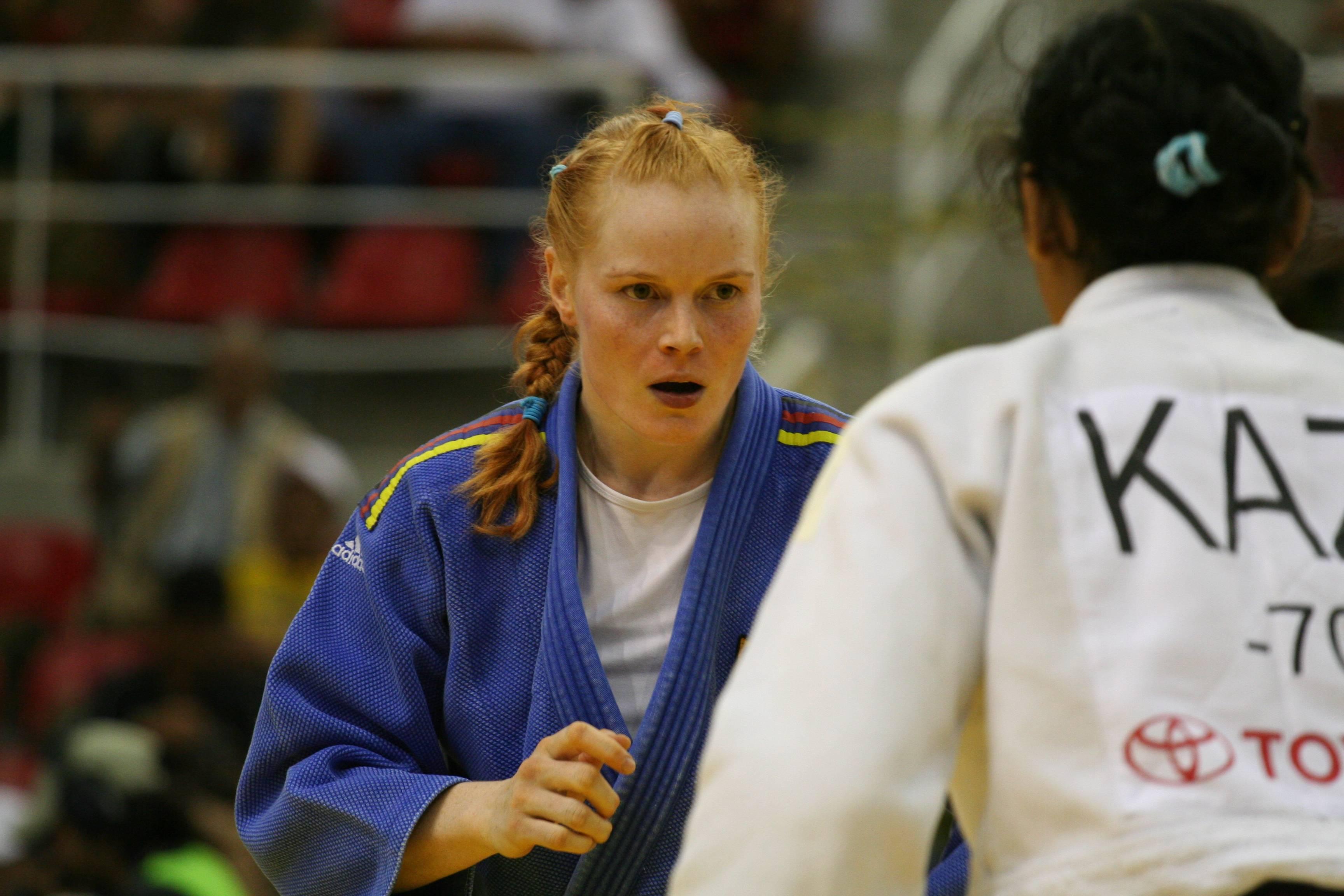
Böhm vs. Zhanar Zhanzunova (KAZ)